# 이성학
이성학(李聖學, 1906년 ~ 1980년 10월 22일)은 대한민국의 정치인이다.

## 약력
- 전주고등보통학교 4년수료
- 해남군 금강 수리조합서기
- 대한독립촉성국민회 해남군지부 총무부장
- 대한독립촉성노농총연맹 해남군 지부위원장
- 대한독립촉성청년연맹 해남군 지부위원장
- 대동청년단 해남군 단장
- 국회 외무국방위원회위원
- 중앙신학교를 졸업하였다.
- 목포 영흥중학교, 정명여자중학교 교장을 역임하였다.
- 1948년 5월 10일 : 제헌 국회의원(전남 해남을)
- 1959년 자유당에 입당하였다.

## 역대 선거 결과
|  | 41.89% |

|  | 6.65% |

## 참고자료
- 《대한민국 의정총람》, 국회의원총람발간위원회, 1994년
- 이성학 - 대한민국헌정회